# 블랙 포스트맨
《블랙포스트맨》(ブラックポストマン)은 2023년 8월 18일부터 9월 29일까지, TV도쿄계 금요일 8시 드라마로 방송. 주연은 다나카 케이.

## 개요
매우 평범한 우편배달부가 자신의 과거와 마주하고, 다크히어로가 되어서 보이지 않는 적과 싸우는 논스톱 서스펜스

## 출연진

### 주요인물
소에지마 리키야(副島力也)
배우 - 다나카 케이
주인공. 라쿠고를 좋아하는 우편배달부. 곤란한 사람이 있으면 내버려두지 못하는 성격으로, 생각지도 않게 깊이 관여하여 성가신 일에 휘말리게 된다.
쿠사나기 모모(草薙桃)
배우 - 시다 미라이
리키야의 후배 직원. 이동해온지 1년째. 국장으로부터 10년 만에 복귀하는 리키야의 현장연수를 명령받고, 한동안 리키야와 함께 배달한다.
소부에 히나타(祖父江ひなた)
배우 - 타카하시 메리준
리키야의 소꿉친구. 10년 전엔 파출소 근무였다. 마울에서 다시 일어난「네버랜드의 악마」연속살인사건을 담당하게 되어, 리키야와 재회한다.

## 스태프
- 연출 - 곤나 하지메, 스즈키 코스케, 모토하시 케이타, 카키하라 토시유키
- 극본 - 테라다 토시오, 카노메 케이코, 타케이 아야
- 책임프로듀서 - 하마타니 코이치
- 프로듀서 - 야마가 타츠야, 쿠로가와 히로유키, 에가와 사토시, 이케모토 쇼
- 협력프로듀서 - 키노시타 마리코
- 제작사 - 유니온영화
- 저작사 - TV도쿄

## 방송 일정
| 화  | 방송일          | 제목                                                                 |
| --- | --------------- | -------------------------------------------------------------------- |
| 1화 | 2023년 8월 18일 | 마을에 돌아온 집배원, 수수께끼의 연속살인                            |
| 2화 | 8월 25일        | 계속되는 의문사 짙어지는 리키야에 대한 의혹                          |
| 3화 | 9월 1일         | 지금 밝혀지는 진실, 충격의 고백                                      |
| 4화 | 9월 8일         | 리키야에 살인용의... 10년전 진실이란？돌도돌아 도착한 흑막의 정체!？ |
| 5화 | 9월 15일        | 납치감금!？리키야 위기... 충격전개의 클라이맥스 돌입!!               |
| 6화 | 9월 22일        | 위장사의 진상 전 파트너는 적인가 내 편인가                           |
| 7화 | 9월 29일        | 모든 비밀이 밝혀지는 시간… 대역전 최종결전                           |